# Dodonka žláznatá

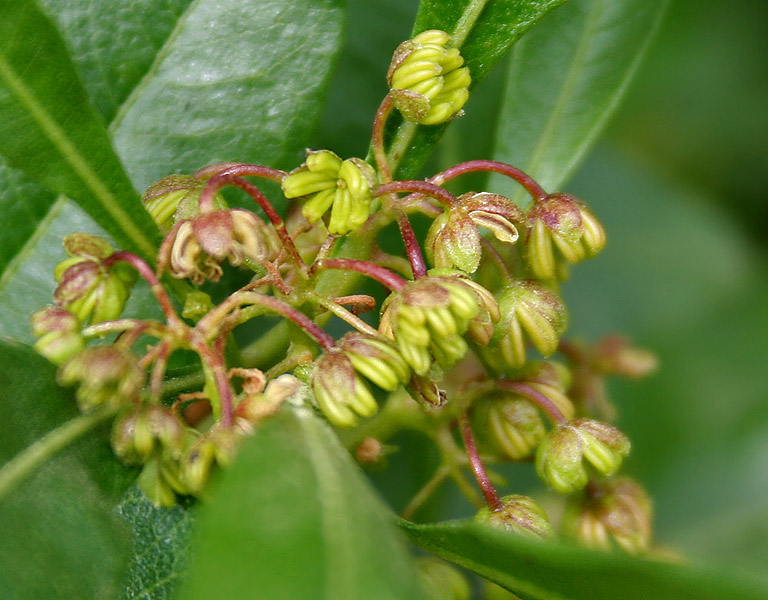
Květy

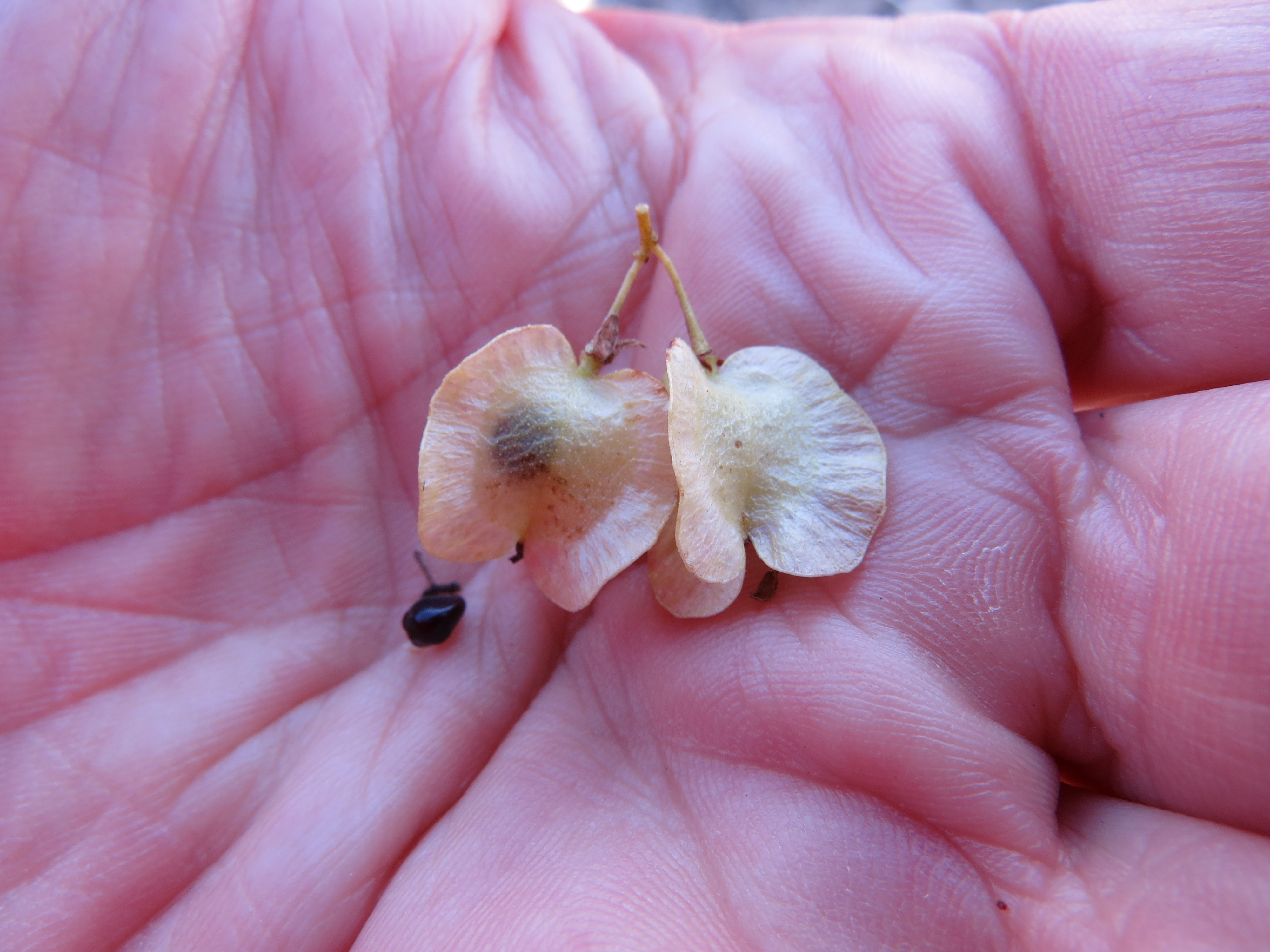
Plody a semena

Dodonka žláznatá (Dodonaea viscosa) je stálezelený, teplomilný keř nebo nízký strom, který je kosmopolitně rozšířen v  subtropické a tropické oblasti všech světadílů. Ze všech druhů rodu dodonka je tento nejméně náročný na teplo, vyskytuje se i na výhřevných stanovištích v  okolí Středozemního moře. Je rychle rostoucí dřevinou, skromnou na půdu i stanoviště a snášející období sucha i slabě zasolenou půdu.

## Rozšíření
Někdy je za místo původu celého rodu považována Austrálie, kde je také největší druhová pestrost. Někdy je australský původ druhu neuznán a za místo vzniku jsou dosazené všechny oblasti se subtropickým a tropickým klimatem v Americe, Africe, Asii, Austrálii i v Tichomoří. Dodonka žláznatá není zjevnou rostlinou pro záměrné vysazování a její rozšíření v tak různých a vzdálených zemích lze jen částečně vysvětlit lidskou distribucí. Mimo Austrálii byly uznány jen dvě pantropicky rozšířené variety 'viscosa' a 'angustifolia', které občas bývají povyšovány na poddruhy.

## Ekologie
Dřevina je tolerantní k déletrvajícímu suchu a teplu, snáší málo výživnou i mírné zasolenou půdu, silný vítr vanoucí od moře i znečištěné ovzduší. Dobře roste v pohyblivém písku či hlíně a pomáhá je rozvětvenými kořeny stabilizovat, vyskytuje se také v pobřežních křovinách i na pevnině mangrovových porostů. Je považována za pionýrský druh a snadno kolonizuje otevřené větrné a písčité oblasti, kamenité stráně i lávová pole, rozlehlé plochy po vymýcených lesích, opuštěné zahrady, pole a louky stejně jako rekultivované močály a písčiny. Špatně roste ve stínu a při nízké teplotě, nesnese pokles k 0 °C. Vyskytuje se od hladiny moře po nadmořskou výšku 2700 m n. m.
Dospělé rostliny rostou bez požadavku řezu nebo jiné péče, mladší jsou více ohrožené ohněm než starší, po požáru obvykle vyrostou ze základny stonků nové větve. Pro okrasné účely se keře stříhají, nesnášejí však hluboký řez do starého dřeva. Jedinci jsou obvykle schopní produkovat velké množství osiva již v raném věku, mohou kvést a plodit životaschopná semena již ve třech letech. Jednotlivě sice kvetou průběžně po celý rok, ale většina populací rozkvete na jaře nebo v létě a plody bývají zralé za deset až jedenáct měsíců po opylení. Číslo chromozomů 2n =  28,  30 nebo 32.
Vědecké jméno rodu Dodonaea odkazuje na vlámského botanika a lékaře ze 16. století Remberta Dodonaea, jméno druhu viscosa je odvozeno od lepivosti, viskozity listů.

## Popis
Stálezelený, dvoudomý, do 5 m vyrůstající keř nebo vícekmený strom vysoký až 8 m. Jeho vzpřímené stonky a větve jsou zploštělé, hranaté nebo úzce křídlaté a červenavě hnědé. Kmen stromu může být do 20 cm tlustý a má tmavě šedou, odlupující se kůru, v mládí hladkou a později hrubou a svisle rýhovanou. Listy jsou jednoduché a tvarově i velikostně variabilní, vyrůstají střídavě, jsou tenké a mají krátký řapík nebo jsou přisedlé, palisty nemají. Jejich čepel bývá dlouhá 5 až 12 cm a široká 0,5 až 4 cm je úzce lžícovitého tvaru, na vrcholu tupě špičatá nebo někdy nepravidelně třízubá, po obvodě celokrajná, občas bývá mírně zvlněná, mívá 15 až 20 párů slabě patrných postranních žilek a je oboustranně pryskyřičnatě tečkovaná. Mladé části rostliny, hlavně listy, květenství a semeníky, bývají hustě žláznaté a dřevina je díky sekreci pryskyřice na omak silně lepkavá. Kořeny sahají velmi hluboko a mají spoustu hustě prorostlých kořínků.
Rostlina obvykle mívá květy pouze samčí nebo pouze samičí, jen velmi zřídka má květy oboupohlavné. Květy jsou zelené až zelenavě žluté či narůžovělé a mají asi 1 cm dlouhé stopky. V počtu dvanácti až patnácti vytvářejí postranní nebo vrcholičnatá latnatá či hroznovitá květenství dlouhá asi 3 cm, kde visí na svěšených stopkách. Všechny květy mají tři až čtyři volné, vytrvalé, zelenožluté kališní lístky, které jsou eliptické či vejčité a jen do 3 mm dlouhé. Samčí květ má kališní lístky zelenavé a pět až sedm tyčinek s krátkými nitkami a podlouhlými 3 mm prašníky; mají rudimentální semeník. Samičí květ má eliptické, zelenavě žluté kališní lístky, dvou či třídílný horní semeník asi 1,5 mm velký a pestík s čnělkou nesoucí dvou nebo třílaločnou bliznu; tyčinky s prašníky zcela chybí nebo jsou nefunkční. Květy neprodukují nektar a pyl nutný pro opylení je přenášen větrem, na samčí květy však přilétají včely pro pyl. Nepřítomnost korunních lístků usnadňuje vystavení květů větru pro opylování.
Samičí květy se po deseti až jedenácti měsících od opylení vyvinou v plody visící na svěšených stopkách. Jsou to nafouknuté srdčité tobolky, velké asi 2 cm, které jsou hladké, lysé, tenké, papírovité a mají dvě či tři křídla. Tobolka postupně tmavne, ve zralosti je hnědá, červená nebo černá a rozevře se na dvě či tři části podle vnitřních přepážek. Pokud byla blizna opylená pylem ze samčího jedince obsahuje každá část tobolky dvě černá, tvrdá, čočkovitá semena asi 3 mm velká. Semeno vážící asi setinu gramu, obsahuje asi 13 % oleje a okolo 20 % bílkovin.

## Rozmnožování
Dřevina se rozmnožuje semeny, která jsou rozptylována větrem a případně i povrchovou vodou, ve které plody plavou. Při vysévaní semen se doporučuje urychlovat jejich klíčivost ohněm nebo vřelou vodou. Semena ale dobře a poměrně rychle klíčí i přirozeně, již po patnácti dnech jich průměrně vyklíčí asi 50 %; počet semen na 1 kg je bývá asi 100 000 kusů. Mladé semenáče se po přesazení dobře ujímají, pokud ovšem následuje období dešťů nebo jsou pravidelně zalévané. Nejjednodušší možností je přímý výsev třech semen do jamek, jež se zakryjí kvalitní hlínou, když semenáče vyrostou do výšky 10 cm jsou vyjednocené na jednu rostlinku. Klíčení je epigeické, hypokotyl bývá dlouhý asi 12 mm, děložní lístky jsou kopinaté a epikotyl je dlouhý asi 1 cm. První tři až čtyři pravé listy jsou jednoduché, přisedlé a vyrůstají střídavě.
Rostliny lze množit i dřevitými řízky ze dvouletých rostlin, používají se dlouhé okolo 25 cm, 1 cm tlusté a jsou sázené do vlhké půdy za průběžného mlžení. Úspěšnost zakořenění je podporována aplikací kyseliny indolmáselné.

## Význam
Dodonka žláznatá bývá v suchých oblastech vysazována jako dekorativní keř nebo do rychle rostoucích robustních živých plotů a větrolamů, ve kterých je ozdobná svými lesklými listy a bohatou násadou plodů. Pro ozdobu bývají vysazovány vyšlechtěné kultivary, hlavně 'Purpurea' s modročerveným olistěním. V poslední době vznikly kultivary i s listy růžovými, červenými či žlutozelenými. Listů a plodů bývá také využíváno při výrobě věnců, plody se požívají i v pot-pourri. V průběhu kvetení poskytují květy včelám pyl pro výrobu medu. Při nedostatku jiné potravy bývají v období sucha listy a mladé větvičky využívané jako nouzové krmivo pro domácími zvířaty a velbloudy, mnohdy rostliny skončí zcela defoliované.
Je užitečnou rostlinou pro stabilizaci dun a zmírňování eroze půdy, protože její husté kořeny jsou vynikajícím půdním pojivem. Pro nenáročnost na strukturu a úživnost půdy je také vhodná pro zalesňování míst s  degradovanou půdou. Jádrové dřevo je tmavě hnědé a někdy nepravidelně černě skvrnité, bělové je bledé. Dřevo je velmi těžké, asi 1250 kg/m³, extrémně tvrdé, pryskyřičné, zrnité, pružné, houževnaté a odolává vlhku i živočišným škůdcům, včetně termitům. Nebývá však větších rozměrů a proto se z nich zhotovují hlavně rukojetí nástrojů a nářadí, kopací hole i vrhací kopí. Jsou-li k dispozici větší rozměry používají se pro sloupky a rámy trvalých konstrukcí a ke zhotovení žeber lodního kýlu. Je důležitým zdrojem palivového dřeva, špatně se štípe a těžko řeže, ale pro vysoký obsah pryskyřice se snadno zapaluje, dlouho hoří a jeho výhřevnost je asi 19 200 kJ/kg. Řidčeji se z něj pálí i dřevěné uhlí. Rozdrcených kořenů nebo listů se používá k léčbě revmatismu. Zábaly z listů se léčí kožní vyrážky a čaj z listů se používá jako projímadlo.